# Ošklivka Katka
Ošklivka Katka (pol. Brzydula Kasia) – czeski serial komediowy emitowany w telewizji Prima TV od 3 marca 2008 roku do 14 kwietnia 2009 wzorowany na kolumbijskiej telenoweli Yo soy Betty, la fea (Brzydula).
Planowano 168 odcinków, jednakże mała oglądalność serialu spowodowała, że produkcję zakończono po 73 odcinkach.

## Główne role
| Aktor              | Bohater             |
| ------------------ | ------------------- |
| Kateřina Janečková | Kateřina Bertoldová |
| Lukáš Hejlík       | Tomáš Meduna        |
| Václav Vydra       | František Bertold   |
| Jana Boušková      | Zuzana Bertoldová   |
| Michaela Horká     | Marcela Konečná     |